# Leichtathletik-Europameisterschaften 2002/400 m der Frauen

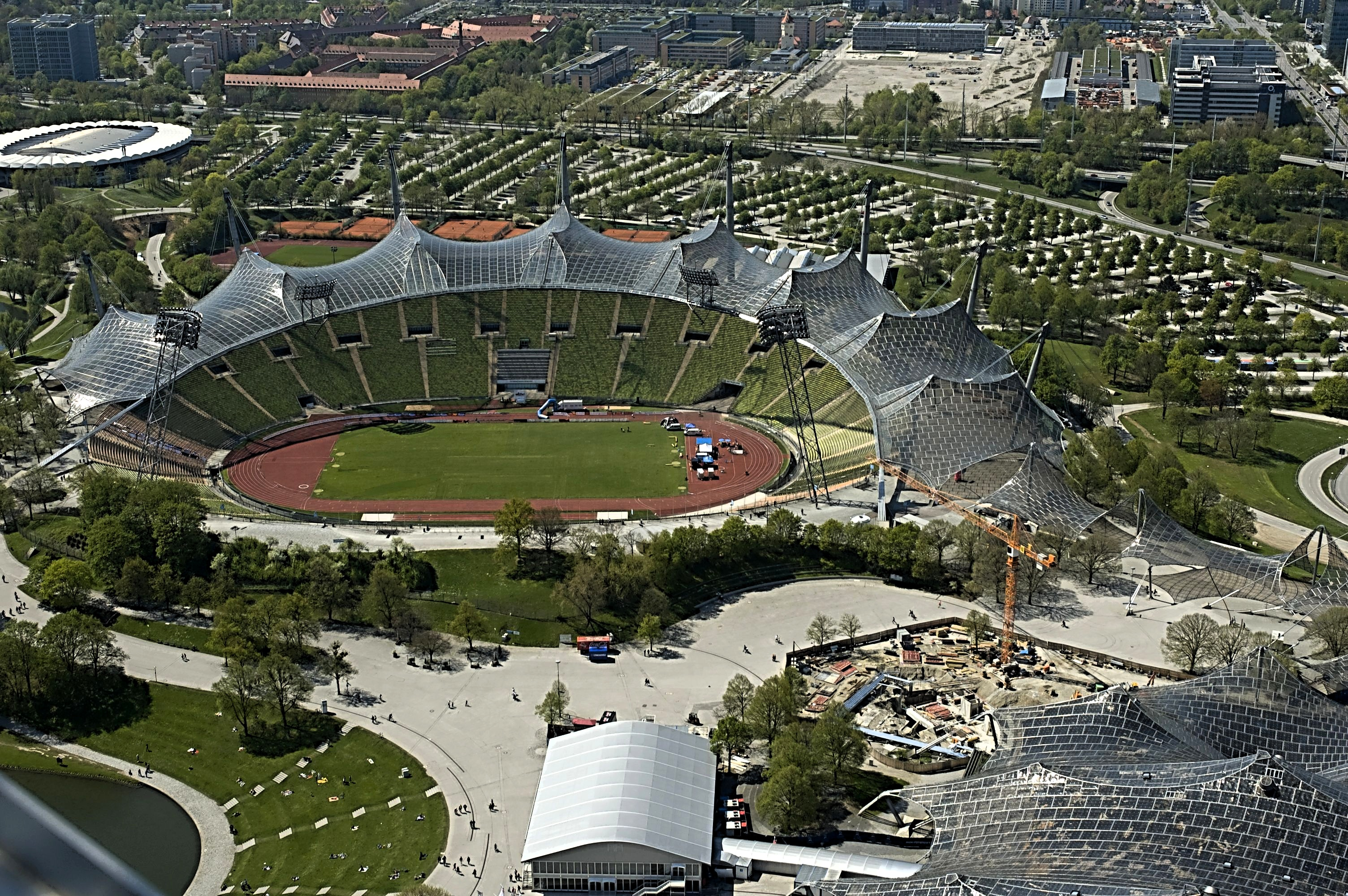
Das Olympiastadion in München von oben im Jahr 2009

Der 400-Meter-Lauf der Frauen bei den Leichtathletik-Europameisterschaften 2002 wurde am 7. und 8. August 2002 im Münchener Olympiastadion ausgetragen.
Europameisterin wurde die Russin Olesja Sykina. Rang zwei belegte die deutsche Europameisterin von 1990/1998 und Vizeweltmeisterin von 1991 Grit Breuer. Bronze ging an die Britin Lee McConnell.

## Bestehende Rekorde
| Weltrekord           | 47,60 s | Marita Koch | Canberra, Australien   | 6. Oktober 1985   |
| Europarekord         | 47,60 s | Marita Koch | Canberra, Australien   | 6. Oktober 1985   |
| Meisterschaftsrekord | 48,16 s | Marita Koch | EM Athen, Griechenland | 8. September 1982 |

Der bestehende EM-Rekord wurde bei diesen Europameisterschaften nicht erreicht. Die schnellste Zeit erzielte die russische Europameisterin Olesja Sykina im Finale mit 50,45 s, womit sie 2,29 s über dem Rekord blieb. Zum Welt- und Europarekord fehlten ihr 2,85 s.

## Legende
| DNF | Wettkampf nicht beendet (did not finish) |

## Vorrunde
7. August 2002
Die Vorrunde wurde in drei Läufen durchgeführt. Die ersten beiden Athletinnen pro Lauf – hellblau unterlegt – sowie die darüber hinaus zwei zeitschnellsten Läuferinnen – hellgrün unterlegt – qualifizierten sich für das Finale. Bei nur 21 Teilnehmerinnen konnten die eigentlich vorgesehenen Semifinalrennen entfallen.

### Vorlauf 1
| Platz | Name                 | Nation         | Zeit (s) |
| ----- | -------------------- | -------------- | -------- |
| 1     | Olesja Sykina        | Russland       | 50,47    |
| 2     | Birgit Rockmeier     | Deutschland    | 52,28    |
| 3     | Danielle Perpoli     | Italien        | 52,34    |
| 4     | Karen Shinkins       | Irland         | 52,50    |
| 5     | Chrysoula Goudenoúdi | Griechenland   | 52,63    |
| 6     | Jovana Miljković     | BR Jugoslawien | 52,72    |
| DNF   | Catherine Murphy     | Großbritannien |          |

### Vorlauf 2
| Platz | Name               | Nation      | Zeit (s) |
| ----- | ------------------ | ----------- | -------- |
| 1     | Antonina Jefremowa | Ukraine     | 51,96    |
| 2     | Grażyna Prokopek   | Polen       | 52,01    |
| 3     | Claudia Marx       | Deutschland | 52,42    |
| 4     | Tatjana Lewina     | Russland    | 52,56    |
| 5     | Barbara Petráhn    | Ungarn      | 52,72    |
| 6     | Otilia Ruicu-Eșanu | Rumänien    | 53,35    |
| 7     | Zana Minina        | Litauen     | 53,50    |

### Vorlauf 3
| Platz | Name                        | Nation         | Zeit (s) |
| ----- | --------------------------- | -------------- | -------- |
| 1     | Grit Breuer                 | Deutschland    | 50,98    |
| 2     | Lee McConnell               | Großbritannien | 51,24    |
| 3     | Anastassija Kapatschinskaja | Russland       | 51,56    |
| 4     | Swjatlana Ussowitsch        | Belarus        | 52,33    |
| 5     | Olha Mishchenko             | Ukraine        | 52,62    |
| 6     | Lena Aruhn                  | Schweden       | 53,26    |
| 7     | Klodiana Shala              | Albanien       | 55,81    |

## Finale

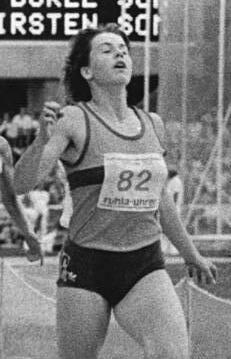
Mit Silber fügte Grit Breuer ihrer bereits stattlichen Medaillensammlung eine weitere hinzu
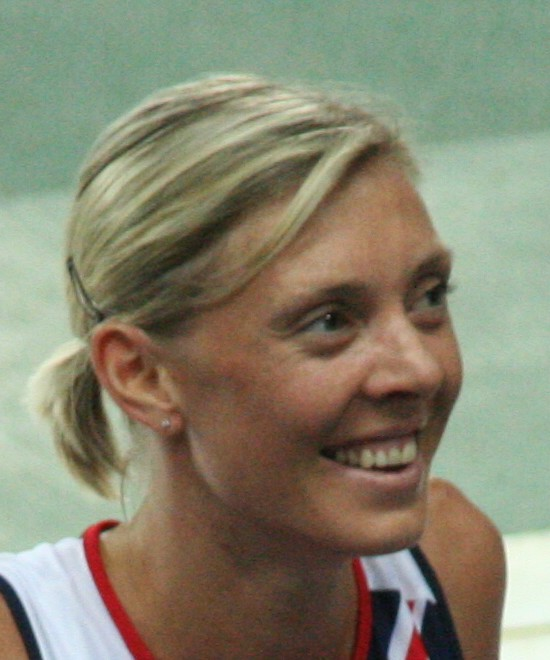
Bronzemedaillengewinnerin Lee McConnell
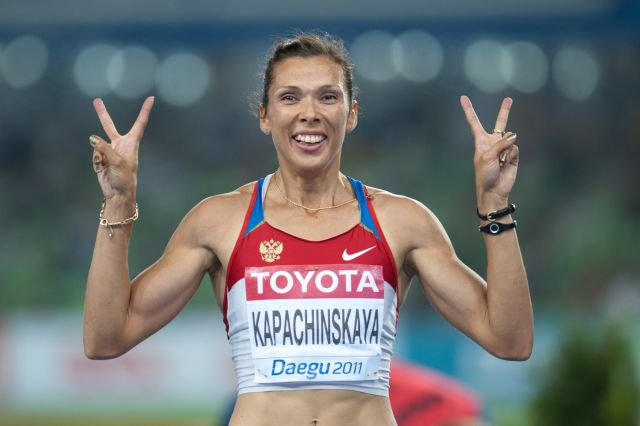
Anastassija Kapatschinskaja kam auf den fünften Platz

8. August 2002
| Platz | Name                        | Nation         | Zeit (s) |
| ----- | --------------------------- | -------------- | -------- |
| 1     | Olesja Sykina               | Russland       | 50,45    |
| 2     | Grit Breuer                 | Deutschland    | 50,70    |
| 3     | Lee McConnell               | Großbritannien | 51,02    |
| 4     | Grażyna Prokopek            | Polen          | 51,53    |
| 5     | Anastassija Kapatschinskaja | Russland       | 51,69    |
| 6     | Antonina Jefremowa          | Ukraine        | 52,02    |
| 7     | Swjatlana Ussowitsch        | Belarus        | 52,10    |
| 8     | Birgit Rockmeier            | Deutschland    | 52,91    |

## Videolink
- Lee McConnell - 2002 Munich 400m European Champs Final, youtube.com, abgerufen am 22. Januar 2023